# Fonction syntaxique
En grammaire, on appelle fonction syntaxique la fonction remplie par un mot ou un groupe de mots dans une phrase simple ou complexe, dans ses relations sur le plan syntagmatique avec les mots ou groupes de mots remplissant d’autres fonctions ou la même.
Le groupe de mots en question, lorsqu’il appartient à une phrase simple, peut être de plusieurs sortes :
- un mot de nature nominale seul ou accompagné d’un mot-outil tel un article et/ou une préposition (dans certaines langues, comme le français) ou une postposition (dans d’autres langues, comme le hongrois) ;
- un verbe à une forme simple, à une forme composée ou constituant une périphrase ;
- un syntagme qui ne constitue pas une phrase.

Pour un mot ou un groupe de mot de ce genre, on trouve les appellations « terme », « constituant », « élément », « élément » à côté de « terme », « élément » à côté de « fonction » ou seulement « fonction ».
Un syntagme peut aussi constituer une phrase simple, d’ordinaire s’il contient un verbe à un mode personnel. Plusieurs syntagmes ayant la structure d’une phrase simple peuvent être unis dans une phrase complexe. Grevisse et Goosse 2007 appelle un tel syntagme « phrase simple » si elle n’est pas subordonnée à une autre, et « proposition » dans le cas contraire. Chaque fonction syntaxique peut être remplie par un élément de phrase simple ou par une proposition subordonnée dans une phrase complexe,,.

## Hiérarchie des fonctions syntaxiques
On considère que la phrase simple du type le plus fréquent, la phrase verbale énonciative, doit comporter au moins deux mots (ex. Jean rougit), l’un remplissant la fonction syntaxique de sujet, l’autre – celle de prédicat. C’est pourquoi ces deux éléments sont considérés comme essentiels, fondamentaux, ou principaux,,. Dans cette perspective, le rapport entre sujet et prédicat serait d’interdépendance, appelé aussi de prédication. Par voie de conséquence, les mots de la phrase qui ont d’autres fonctions sont des éléments secondaires, subordonnés.
Selon certains grammairiens, le prédicat est le seul élément principal, étant donné qu’il peut constituer tout seul une phrase verbale. Il y a ainsi des phrases sans sujet, par exemple celles dont le prédicat exprime des phénomènes naturels, comme Il pleut, où il est simplement un indicateur de la troisième personne. Un autre argument en faveur de cette opinion est que dans certaines langues, si le sujet n’est pas mis en relief, il n’est normalement exprimé que par la désinence du prédicat, et non seulement à l’impératif : (ro) Nu trăim ca să mâncăm, ci mâncăm ca să trăim « On ne vit pas pour manger mais on mange pour vivre », (sr) Sutra dolazim kod tebe « Demain je viens chez toi », (hu) Jössz? « Tu viens ? ».

## Le prédicat
La notion de prédicat est interprétée de plusieurs façons en grammaire.
En considérant qu’une phrase simple est formée d’un syntagme nominal étant son sujet et d’un syntagme verbal, selon l’une des interprétations, le prédicat est le syntagme verbal, qu’il soit constitué d’un verbe seul, ou de celui-ci et d’un ou plusieurs éléments qui lui sont subordonnés. Par exemple, dans la phrase Pierre écrit une lettre à sa mère, le prédicat serait toute la partie de la phrase qui suit le sujet Pierre. Dans cette interprétation, dans une phrase isolée comme celle-ci, le prédicat est équivalent, du point de vue logique, à la partie d’une phrase appelée rhème, commentaire ou propos, c’est-à-dire ce qu’on dit du sujet, qui est, dans ce cas, le thème, c’est-à-dire ce dont on parle,,.
Dans une autre interprétation, dans le cas d’un syntagme verbal dont le verbe est une copule (être, rester, paraître, etc.), on appelle prédicat l’adjectif, le syntagme nominal ou le syntagme prépositionnel constituant du syntagme verbal. Ainsi, dans les phrases Pierre est heureux, Pierre est devenu un ingénieur, les prédicats seraient heureux, respectivement un ingénieur. Parfois, dans le cas d’une telle phrase, on réduit la notion de prédicat à la propriété qui est conférée au sujet par la copule, c’est-à-dire il ne pourrait être exprimé que par un adjectif,.
Pour Grevisse et Goosse 2007, des types de prédicats sont aussi bien un élément adjectival ou nominal appelé « attribut du sujet », uni à celui-ci par l’intermédiaire d’un verbe copule (ex. L’enfant paraît malade, Mon mari est médecin), que n’importe quel verbe : Le moineau pépie. Cette interprétation et l’appellation « prédicat » ou sa traduction se retrouvent dans des grammaires scolaires d’autres langues aussi : (en) predicate, (ro) predicat, (sr) predikat, (hu) állítmány. Dans ces grammaires, on parle de prédicat nominal (constitué de la copule et de l’attribut du sujet pris ensemble) et de prédicat verbal (l’autre type de prédicat selon Grevisse et Goosse 2007).

## Le sujet
Grevisse et Goosse 2007 constate qu’il est impossible de donner au sujet une définition satisfaisante. Traditionnellement, il est défini comme l’élément de la phrase dont le locuteur dit quelque chose à l’aide du prédicat,, c’est-à-dire que le sujet existe, qu’il fait quelque chose, qu’il lui arrive quelque chose, qu’il subit quelque chose, qu’il est dans un certain état, qu’il possède quelque chose, qu’il a une certaine caractéristique qualitative ou quantitative, etc.
Grevisse et Goosse 2007 recommande, pour le français, de considérer la notion de sujet, vu l’impossibilité de le définir de façon satisfaisante, comme une sorte de postulat, et de se contenter de l’identifier par les questions commençant par qui est-ce qui ? et qu’est-ce qui ?.

## Éléments ayant d’autres fonctions syntaxiques que celle de prédicat et de sujet
La typologie de ces éléments, appelés secondaires, parce qu’il peut y avoir phrase verbale sans eux, dépend de la vision des grammairiens. Cette vision peut différer dans les diverses grammaires de la même langue, et d’autant plus d’une langue à l’autre.
Grevisse et Goosse 2007, par exemple, prend en compte, d’un côté, le complément d'objet direct, le complément d'objet indirect, le complément adverbial, le complément d'agent, subordonnés au verbe ; d’un autre côté, l’épithète, l’apposition et le complément dit « déterminatif », subordonnés au nom. Dans d’autres grammaires scolaires, au lieu de complément adverbial il s’agit de complément circonstanciel, et au lieu de complément déterminatif – de complément du nom (ou « de nom »).
Dans des grammaires d’autres langues, on trouve pour l’essentiel les mêmes éléments secondaires, avec certaines différences. Dans les grammaires du roumain, par exemple, on prend en compte, en plus des éléments ci-dessus, un « élément prédicatif supplémentaire », subordonné en même temps au prédicat et à un autre élément de la phrase. Quand celui-ci est un complément d’objet, l’élément prédicatif supplémentaire correspond à l’attribut de l’objet des grammaires françaises (ex. L-am văzut supărat « Je l’ai vu fâché ») mais il peut aussi être subordonné à d’autres éléments, par exemple au sujet (Ion a venit supărat « Ion est venu fâché »).
Dans Klajn 2005 (grammaire du serbe), on trouve cet élément sous le nom d’« attribut provisoire », « attribut prédicatif », « prédicatif » ou « qualificatif actuel » : Naši su prvi stigli na cilj « Les nôtres sont arrivés les premiers au but », Nikad te nisam video ovakvog « Je ne t’ai jamais vu dans cet état ».
Si un élément a une fonction secondaire, il n’en est pas moins nécessaire dans certains cas. C’est le sens lexical de l’élément subordonnant qui détermine le degré de nécessité de l’élément subordonné, ce trait de l’élément subordonnant pouvant différer d’une langue à l’autre. Ainsi, l’élément secondaire peut être :
obligatoire, si sans lui il ne peut pas y avoir de syntagme ou de phrase correcte :
- complément d’objet direct :
  - (fr) Maman prépare un gâteau[38] ;
  - (ro) Atunci el spuse o prostie « Alors il dit une bêtise »[39];
- autre complément du verbe :
  - (fr) J’habite rue Danton[40] ;
  - (hu) Jártas a biológiában « Il/Elle s’y connaît en biologie »[41] ;
- élément prédicatif supplémentaire : (ro) Ea se numește Puica « Elle s’appelle Puica »[36] ;
- épithète : (cnr) Radimo u nemogućim okolnostima « Nous travaillons dans des conditions impossibles »[42].

représentable, si dans certaines circonstances il peut être omis, mais il est toujours sous-entendu :
- COD :
  - (fr) On connaît (ça)[38] ;
  - (ro) Am terminat (de scris) « J’ai fini (d’écrire) »[43] ;
- autre complément du verbe :
  - (ro) N-am fost (la mare) « Je ne suis pas allé(e) à la mer »[44] ;
  - (hu) Hozzáfog (valamihez) « Il/Elle se met à faire quelque chose »[45] ;

facultatif, s’il n’est même pas nécessaire qu’il soit sous-entendu pour que le syntagme ou la phrase soit correcte :
- COD :
  - (fr) Pierre mange (une pomme)[46] ;
  - (ro) Citesc (un articol) « Je lis (un article) »[47] ;
  - (hu) A kislány (leckét) ír « La fillette écrit (un devoir) »[41] ;
- autre complément du verbe :
  - (fr) J’ai déjeuné (d’une tranche de jambon)[48] ;
  - (ro) Scriu (părinților) « J’écris à mes parents »[49] ;
  - (hu) (A fűben) fekszik « Il/Elle est couché(e) (dans l’herbe) »[45] ;
- épithète :
  - (fr) La voiture (électrique) ne pollue pas l’air[50] ;
  - (ro) Și-a pus pantofii (cei noi) « Il/Elle a mis ses chaussures (neuves)[51] ;
  - (hu) (Sült) kenyeret vettem « J’ai acheté du pain (cuit) »[52].

## Structure des éléments de la phrase
Dans certaines grammaires, on considère qu’il y a des éléments de phrase simples, constitués d’un seul mot nominal (éventuellement accompagné d’un mot-outil) ou d’un verbe (éventuellement à une forme composée ou constituant une périphrase), et des éléments de phrase formés de plusieurs mots dont certains ne sont pas délimités du point de vue syntaxique, même s’ils ne sont pas des mots-outils ni des verbes auxiliaires ou semi-auxiliaires.
Dans certaines grammaires du hongrois, on prend en compte des éléments doubles. Le prédicat double serait, par exemple, celui formé du verbe impersonnel kell « il faut » et un verbe à un mode personnel, ex. Be kellene vedd az orvosságot « Il faudrait que tu prennes ton médicament ». Dans d’autres grammaires, il s’agit là d’une phrase complexe avec une proposition subordonnée sujet : Il faut que vous répondiez. Le sujet double serait celui formé d’un mot de nature nominale et d’un verbe à l’infinitif, le prédicat étant un verbe exprimant la perception : Az autó közeledni látszik « On voit la voiture approcher ». Il y aurait aussi un COD double avec la même structure : Láttam a delfineket cicázni « J’ai vu les dauphins jouer ». Selon Grevisse et Goosse 2007, dans une telle phrase (ex. J’entends les oiseaux chanter), le nom et l’infinitif constituent une proposition infinitive ayant la fonction de complément d’objet direct. Il y aurait aussi des compléments circonstanciels doubles, se référant à un point initial et un point final : ágról ágra « de branche en branche », évről évre « d’année en année ».
Dans certaines grammaires roumaines, on parle d’élément complexe, formé d’un mot à sens lexical suffisant, accompagné d’un mot appelé adverbe, sans fonction syntaxique, qui peut être de précision, de renforcement, d’exclusion ou d’approximation. Tels peuvent être le sujet, l’épithète, les compléments, l’élément prédicatif supplémentaire et l’apposition. Exemple de complément circonstanciel : Sosește tocmai vineri « Il/Elle arrive vendredi justement ».
Dans certaines grammaires hongroises, on trouve la notion d’élément composé. Le prédicat composé serait celui formé d’une copule et de l’attribut du sujet (ex. Szép vagy « Tu es beau/belle »), par opposition au prédicat simple constitué d’un verbe. Le sujet composé serait un mot nominal uni à un infinitif : Jó volna gazdag lenni « Ce serait bien d’être riche ». Le complément d’objet direct composé aurait la même structure : Szeretnék tanár lenni « Je voudrais être professeur ».
On trouve la notion d’élément multiple dans des grammaires du français, du roumain ou du hongrois, par exemple. Il est formé de deux ou plusieurs mots coordonnés entre eux :
- sujet : (fr) La douceur ou la violence en viendra à bout[59] ;
- épithète : (ro) Cele trei bărci, lungi, negre și înguste au început a pluti […] « Les trois barques longues, noires et étroites se mirent à flotter […] »[60] ;
- complément : (hu) Az utcákon vagy a tereken játszanak « Ils/Elles jouent dans les rues ou sur les places »[61].

Un syntagme subordonné qui a dans son ensemble une fonction syntaxique, et dans le cadre duquel il y a un rapport de subordination, est appelé par certains grammairiens :
- « partie développée de phrase » : (ro) Devenind arhitect, se afla mereu pe șantier « Étant devenu architecte, il se trouvait toujours sur le chantier »[62] (complément circonstanciel) ou
- « partie plurielle de phrase » : (hu) a fekete kalapos férfi « l’homme au chapeau noir » (complément du nom)[63].

Dans certaines langues, comme le français ou le roumain, il y a des fonctions deux ou plusieurs fois exprimées, une fois par un mot à sens lexical plein ou un groupe de mots ayant un tel noyau, l’autre/les autres fois par un pronom s’y référant, qui l’anticipe ou le reprend. Il y a des cas où cette construction est facultative, mais dans d’autres cas, elle est obligatoire :
- (fr) Moi, je le sais (sujet facultativement repris), Cette loi sainte, il faut s’y conformer (COI obligatoirement repris)[64] ;
- (ro) L-am văzut pe Ion « J’ai vu Ion » (COD obligatoirement anticipé), Pe Ion l-am văzut ieri « Ion, je l’ai vu hier » (COD obligatoirement repris)[62].

## Rapports syntaxiques dans la phrase
Dans la phrase simple, il peut y avoir trois types de rapports syntaxiques : de prédication, de subordination et de coordination. Dans la phrase complexe, il n’y a que les deux derniers.

## Le rapport de prédication
Entre le prédicat et le sujet il y a un rapport appelé « de prédication » ou « prédicatif », qui est un rapport de solidarité réciproque,,. Ce rapport est aussi appelé « d’interdépendance ». En prenant pour exemple la phrase La fille lit, on constate que, du point de vue logique, le prédicat et le sujet réduisent réciproquent leurs sphères sémantiques respectives. Beaucoup de personnes peuvent effectuer l’action exprimée par ce prédicat, mais par le sujet de cette phrase, on réduit leur sphère à une certaine personne. On peut aussi dire beaucoup de choses sur ce sujet, mais ici, le prédicat réduit ses nombreuses actions possibles à une seule. Il y a donc réciprocité du point de vue logique entre les deux éléments. Il y a entre eux réciprocité du point de vue structurel aussi. Dans les langues flexionnelles et dans les langues agglutinantes, ils changent généralement de forme par des affixes différents, en fonction de leur nature, mais ils s’accordent l’un à l’autre au moins en nombre et en personne, se référant ainsi l’un à l’autre. Du point de vue de l’accord, c’est le sujet qui régit le prédicat, tandis que celui-ci régit le sujet conformément à la valence du verbe. Il n’y a pas d’élément qui les régisse eux-mêmes, au contraire, tous les autres éléments de la phrase leur sont directement ou indirectement subordonnés.
Selon Grevisse et Goosse 2007, il y a rapport de prédication dans deux autres cas aussi : entre un complément d’objet et son attribut [Je la (COD) crois intelligente (attribut)] et dans certains syntagmes prépositionnels formés d’un nom et d’un participe passé, ex. après ces mesures prises = après que ces mesures eurent été prises.

## La subordination
Un deuxième type de relation syntaxique est la subordination, qui concerne les éléments secondaires par rapport au prédicat, au sujet ou à un autre élément secondaire. Par exemple, le complément d’objet direct la de l’exemple précédent est directement subordonné au prédicat crois. Dans la phrase La sœur de Jean rougit, le complément du nom de Jean est directement subordonné au sujet la sœur. Dans une phrase comme (hu) Friss kenyeret eszik « Il/Elle mange du pain frais », l’épithète frais est directement subordonnée au complément d’objet direct « du pain » et indirectement au prédicat mange, le syntagme « du pain frais » étant dans son ensemble subordonné au prédicat.

## La coordination
Le troisième type de rapport syntaxique est la coordination. Elle s’établit entre éléments ayant la même fonction, ex. Jean et Marie rougissent (deux mots en fonction de sujet), (hu) Kenyeret és túrót eszik « Il/Elle mange du pain et du fromage » (deux mots en fonction de COD). Certains grammairiens considèrent ces mots coordonnés comme un sujet multiple et un COD multiple, respectivement,.

## Sources bibliographiques
- (ro) Avram, Mioara, Gramatica pentru toți [« Grammaire pour tous »], Bucarest, Humanitas, 1997  (ISBN 973-28-0769-5)
- (ro) Bidu-Vrănceanu, Angela et al., Dicționar general de științe. Științe ale limbii [« Dictionnaire général des sciences. Sciences de la langue »], Bucarest, Editura științifică, 1997  (ISBN 973-440229-3) (consulté le 18 février 2019)
- (en) Bussmann, Hadumod (dir.), Dictionary of Language and Linguistics [« Dictionnaire de la langue et de la linguistique »], Londres – New York, Routledge, 1998  (ISBN 0-203-98005-0) (consulté le 18 février 2019)
- Chevalier, Jean-Claude et al., Grammaire Larousse du français contemporain, Paris, Larousse, 1974  (ISBN 2-03-070031-2)
- (ro) Constantinescu-Dobridor, Gheorghe, Dicționar de termeni lingvistici [« Dictionnaire de termes linguistiques »], Bucarest, Teora, 1998 ; en ligne : Dexonline (DTL) (consulté le 18 février 2019)
- (en) Crystal, David, A Dictionary of Linguistics and Phonetics [« Dictionnaire de linguistique et de phonétique »], 4e édition, Blackwell Publishing, 2008  (ISBN 978-1-4051-5296-9) (consulté le 1er avril 2023)
- (hu) Cs. Nagy, Lajos, « Mondattan » [« Syntaxe »], A. Jászó, Anna (dir.), A magyar nyelv könyve [« Le livre de la langue hongroise »], 8e édition, Budapest, Trezor, 2007  (ISBN 978-963-8144-19-5), p. 321-344 (consulté le 18 février 2019)
- Delatour, Yvonne et al., Nouvelle grammaire du français, Paris, Hachette, 2004  (ISBN 2-01-155271-0) (consulté le 18 février 2019)
- Dubois, Jean et al., Dictionnaire de linguistique, Paris, Larousse-Bordas/VUEF, 2002 (consulté le 1er avril 2023)
- (en) Eifring, Halvor et Theil, Rolf, Linguistics for Students of Asian and African Languages [« Linguistique pour les étudiants en langues asiatiques et africaines »], Université d’Oslo, 2005 (consulté le 18 février 2019)
- La grammaire pour tous, Paris, Hatier, Bescherelle 3, 1990  (ISBN 2-218-02471-3) (Bescherelle)
- Maurice Grevisse et André Goosse, Le Bon Usage : grammaire française, Bruxelles, De Boeck Université, 2007, 14e éd., 1584 p. (ISBN 978-2-8011-1404-9, lire en ligne [PDF])
- Maurice Grevisse et André Goosse, Le bon usage. Grammaire française [PDF], 14e édition, Bruxelles, De Boeck Université, 2007  (ISBN 978-2-8011-1404-9) (consulté le 1er avril 2023)
- (hu) Kálmánné Bors, Irén et A. Jászó, Anna, « Az egyszerű mondat » [« La phrase simple »], A. Jászó, Anna (dir.), A magyar nyelv könyve [« Le livre de la langue hongroise »], 8e édition, Budapest, Trezor, 2007  (ISBN 978-963-8144-19-5), p. 345-436 (consulté le 18 février 2019)
- (hu) Karakai, Imre, Francia nyelvtan magyaroknak [« Français pour les Hongrois »], 6e édition, mis à jour le 2 décembre 2013 (consulté le 18 février 2019)
- (hu) Király, Lajos et A. Jászó Anna, « Az összetett mondat » [« La phrase complexe »], A. Jászó, Anna (dir.), A magyar nyelv könyve [« Le livre de la langue hongroise »], 8eédition, Budapest, Trezor, 2007  (ISBN 978-963-8144-19-5), p. 437-476(consulté le 18 février 2019)
- (sr) Klajn, Ivan, Gramatika srpskog jezika [« Grammaire de la langue serbe »], Belgrade, Zavod za udžbenike i nastavna sredstva, 2005  (ISBN 86-17-13188-8) (consulté le 1er avril 2023)
- (hu) Lengyel, Klára, Az állítmány [« Le prédicat »], Magyar Nyelvőr, no 1, 2000 (consulté le 18 février 2019)
- Mauger, Gaston, Grammaire pratique du français d’aujourd’hui, 4e édition, Paris, Hachette, 1971